# LVIII Esposizione internazionale d'arte di Venezia

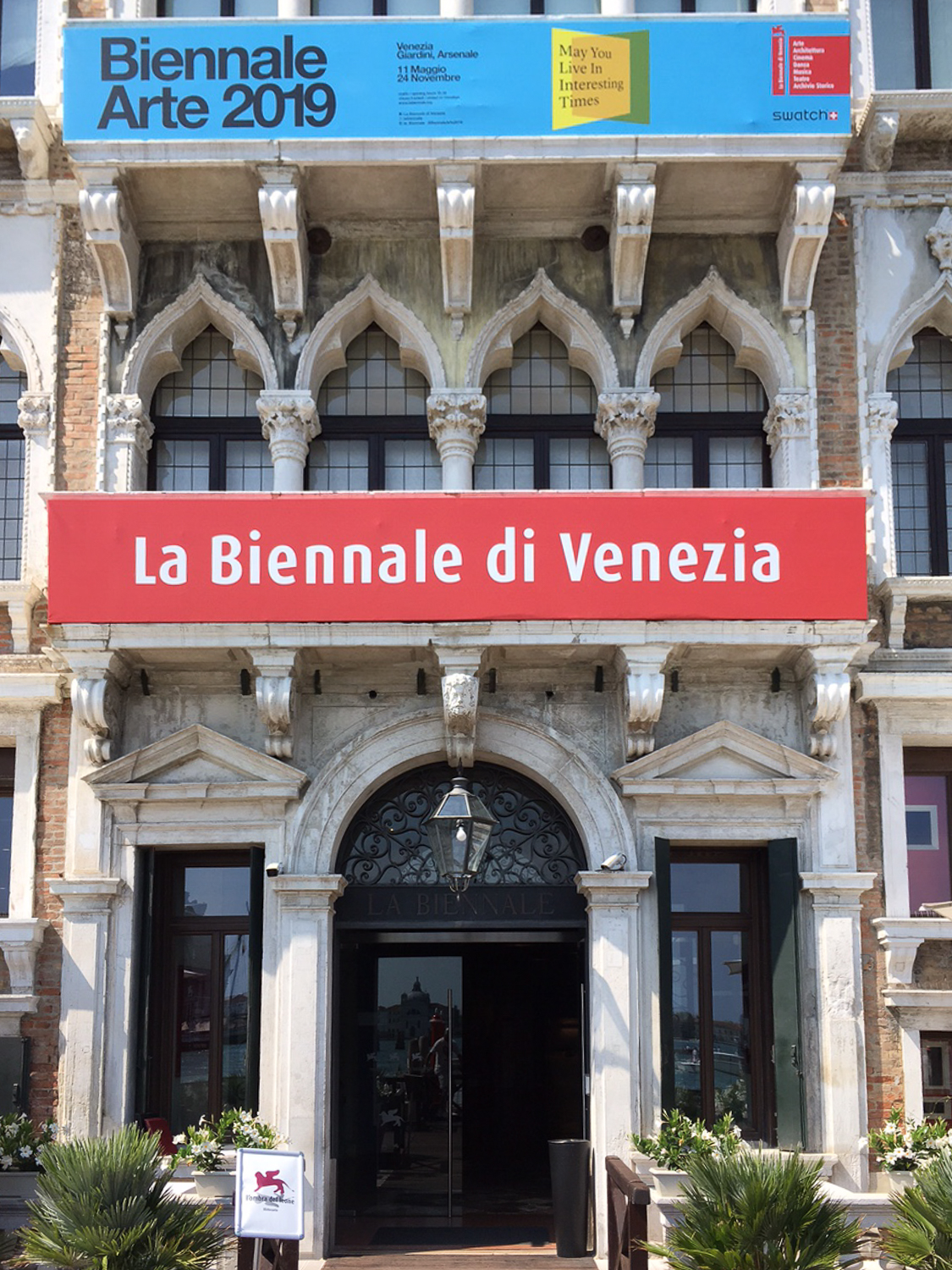
Ca' Giustinian (2019)

La 58ª edizione dell'Esposizione Internazionale d'Arte è stata inaugurata a Venezia l'11 maggio 2019 (con pre-apertura l'8, 9 e 10 maggio), è stata chiusa il 24 novembre, e si è svolta sotto la direzione artistica dello statunitense Ralph Rugoff che ha scelto come titolo della manifestazione May You Live in Interesting Times.
L'8 maggio si è tenuta la conferenza stampa di presentazione nella sede di Ca' Giustinian e in diretta streaming.
L'11 maggio si è tenuta la cerimonia di inaugurazione e di premiazione nella Sala delle colonne di Ca' Giustinian e in diretta streaming.
Nella conferenza stampa di chiusura, il presidente della Biennale Paolo Baratta e il curatore Rugoff hanno riassunto i dati della 58ª Biennale Arte: in oltre sei mesi i visitatori sono stati 593 616, di cui il 31% formato da giovani sotto i 26 anni, a cui si sono aggiunte 24 762 presenze nei tre giorni di pre-apertura. Oltre 5 200 sono stati i giornalisti accreditati nei giorni di pre-apertura.

## Biennale Arte 2019
Il direttore artistico Rugoff ha scelto come titolo dell'esposizione May You Live in Interesting Times (Che tu possa vivere in tempi interessanti), frase che un ambasciatore britannico negli anni trenta del XX secolo sosteneva essere di origine cinese ma di sicura origine occidentale.
La frase scelta da Rugoff evoca periodi di incertezza, crisi e disordini, "tempi interessanti" appunto, come quelli che stiamo vivendo: «May You Live In Interesting Times includerà senza dubbio opere d'arte che riflettono sugli aspetti precari della nostra esistenza attuale, fra i quali le molte minacce alle tradizioni fondanti, alle istituzioni e alle relazioni dell'"ordine postbellico" [...] In modo indiretto, tuttavia, forse l'arte può offrire una guida che ci aiuti a vivere e pensare in questi "tempi interessanti"».
All'Esposizione del 2019 sono stati invitati 79 artisti, ognuno dei quali con due opere differenti, soprattutto nell'approccio: la proposta "A" nel complesso dell'Arsenale (Corderie, Artiglierie, Gaggiandre e Giardino delle Vergini) e la proposta "B" ai Giardini della Biennale, principalmente nel Padiglione centrale.

### Artisti invitati
Lawrence Abu Hamdan, Njideka Akunyili Crosby, Halil Altındere, Michael Armitage, Korakrit Arunanondchai, Ed Atkins, Tarek Atoui, Darren Bader, Nairy Baghramian, Neïl Beloufa, Alexandra Bircken, Carol Bove, Christoph Büchel, Ludovica Carbotta, Antoine Catala, Ian Cheng, George Condo, Alex Da Corte, Jesse Darling, Stan Douglas, Jimmie Durham, Nicole Eisenman, Haris Epaminonda, Lara Favaretto, Cyprien Gaillard, Gauri Gill, Dominique Gonzalez-Foerster, Shilpa Gupta, Soham Gupta, Martine Gutierrez, Rula Halawani, Anthea Hamilton, Jeppe Hein, Anthony Hernandez, Ryoji Ikeda, Arthur Jafa, Cameron Jamie, Kahlil Joseph, Zhanna Kadyrova, Suki Seokyeong Kang, Mari Katayama, Bul Lee, Wei Liu, Maria Loboda, Andreas Lolis, Christian Marclay, Teresa Margolles, Julie Mehretu, Ad Minoliti, Jean-Luc Moulène, Zanele Muholi, Jill Mulleady, Ulrike Müller, Nabuqi, Otobong Nkanga, Khyentse Norbu, Frida Orupabo, Jon Rafman, Gabriel Rico, Handiwirman Saputra, Tomás Saraceno, Augustas Serapinas, Avery Singer, Slavs and Tatars, Michael E. Smith, Hito Steyerl, Tavares Strachan, Sun Tuan e Peng Yu, Henry Taylor, Rosemarie Trockel, Kaari Upson, Andra Ursuta, Danh Vo, Kemang Wa Lehulere, Apichatpong Weerasethakul, Christine e Margaret Wertheim, Anicka Yi, Xiuzhen Yin e Ji Yu.

## Partecipazioni nazionali
La Mostra internazionale è stata affiancata da 89 Partecipazioni nazionali negli storici Padiglioni ai Giardini, all'Arsenale e nel centro storico di Venezia. I paesi presenti per la prima volta erano quattro: Ghana, Madagascar, Malaysia e Pakistan. La Repubblica Dominicana ha partecipato per la prima volta con un proprio spazio.
Il Padiglione Italia, ospitato alle Tese delle Vergini dell'Arsenale, è stato curato da Milovan Farronato e, con il titolo Né altra né questa: La sfida al Labirinto, era costituito dalle opere di tre artisti italiani: Enrico David (Ancona, 1966), Chiara Fumai (Roma, 1978 – Bari, 2017) e Liliana Moro (Milano, 1961). Il titolo si riferisce al saggio La sfida al Labirinto di Italo Calvino, pubblicato nel 1962, nel quale, «per visualizzare le ingarbugliate forme della realtà contemporanea, Calvino elabora l'efficace metafora del labirinto: un apparente intrico di linee e tendenze in realtà costruito secondo regole rigorose.» «Né altra né questa attualizza un progetto artistico di "sfida al labirinto" in cui si comprende la lezione di Calvino, mettendo in scena un percorso espositivo non lineare e non riducibile ad un insieme di traiettorie pulite e prevedibili.»
La filmmaker Anna Franceschini ha realizzato il video Bustrofedico, presentato come evento speciale della mostra.
| Paese                | Luogo                                                        | Titolo                                                                   | Artista/i | Curatore/i                                                                              | Note          |
| -------------------- | ------------------------------------------------------------ | ------------------------------------------------------------------------ | --- | --------------------------------------------------------------------------------------- | ------------- |
| Albania              | Arsenale                                                     | Maybe the cosmos is not so extraordinary                                 | Driant Zeneli | Alicia Knock                                                                            | [ 16 ]        |
| Andorra              | Istituto Provinciale Santa Maria della Pietà                 | The Future is Now / El futur és ara                                      | Philippe Shangti | Ivan Sansa, Paolo De Grandis                                                            | [ 17 ]        |
| Antigua e Barbuda    | Centro Culturale Don Orione Artigianelli                     | Find Yourself: Carnival and Resistance                                   | Timothy Payne, Sir Gerald Price, Joseph Seton e Frank Walter e Marlon Jeffers; Intangible Cultural Heritage Artisans: Colin “Wanga” Martin, Sylvanie Abbott, Louraine Adams, Johnson Browne, louise Edwards, Melissa Peters, Joycelyn Prince, Glenroy Richardson, Hazelyn Roberts, King Short Shirt, Barry Thomas; The Youth of Antigua and Barbuda | Barbara Paca con Nina Chruščëva                                                         | [ 18 ]        |
| Arabia Saudita       | Arsenale                                                     | After Illusion بعد توهم                                                  | Zahrah Al Ghamdi | Eiman Elgibreen                                                                         | [ 19 ]        |
| Argentina            | Arsenale                                                     | El nombre de un país / Il nome di un paese                               | Mariana Tellería | Florencia Battiti                                                                       | [ 20 ]        |
| Armenia              | Palazzo Zenobio                                              | Revolutionary Sensorium                                                  | Feminist Scholars and Activists (Gayane Ayvazyan, Ruzanna Grigoryan, Anna Nikoghosyan, Anna Zhamakochyan) | Susanna Gyulamiryan                                                                     | [ 21 ]        |
| Australia            | Padiglione ai Giardini                                       | Assembly                                                                 | Angelica Mesiti | Juliana Engberg                                                                         | [ 22 ]        |
| Austria              | Padiglione ai Giardini                                       | Discordo Ergo Sum                                                        | Renate Bertlmann | Felicitas Thun-Hohenstein                                                               | [ 23 ]        |
| Azerbaigian          | Palazzo Lezze, Campo S. Stefano                              | Virtual Reality                                                          | Zeigam Azizov, Orxan Məmmədov, Zarnişan Yusifova, Kanan Əliyev, Ülviyyə Əliyeva | Gianni Mercurio, Emin Məmmədov                                                          | [ 24 ]        |
| Bangladesh           | Palazzo Zenobio                                              | Thirst                                                                   | Bishwajit Goswami, Dilara Begum Jolly, Heidi Fosli, Gazi Nafis Ahmed, Franco Marrocco, Domenico Pellegrino, Preema Nazia Andaleeb, Ra Kajol, Uttam Kumar Karmaker, Sandro Varagnolo | Mokhlesur Rahman, Viviana Vannucci                                                      | [ 25 ]        |
| Belgio               | Padiglione ai Giardini                                       | Mondo Cane                                                               | Jos de Gruyter & Harald Thys | Anne-Claire Schmitz                                                                     | [ 26 ]        |
| Bielorussia          | Spazio Liquido                                               | Exit                                                                     | Kanstancin Selichanaŭ | Vol'ha Rybčinskaja                                                                      | [ 27 ]        |
| Bosnia ed Erzegovina | Palazzo Bernardo                                             | Zenica Trilogy                                                           | Danica Dakić | Anja Bogojević, Amila Puzić, Claudia Zini                                               | [ 28 ]        |
| Brasile              | Padiglione ai Giardini                                       | Swinguerra                                                               | Bárbara Wagner & Benjamin de Burca | Gabriel Pérez-Barreiro                                                                  | [ 29 ]        |
| Bulgaria             | Palazzo Giustinian Lolin                                     | How We Live                                                              | Rada Boukova, Lazar Lyutakov | Vera Mlechevska                                                                         | [ 30 ]        |
| Canada               | Padiglione ai Giardini                                       | Isuma                                                                    | Isuma (Zacharias Kunuk, Norman Cohn, Paul Apak, Pauloosie Qulitalik) | Asinnajaq, Catherine Crowston, Josée Drouin-Brisebois, Barbara Fischer, Candice Hopkins | [ 31 ]        |
| Rep. Ceca Slovacchia | Padiglione ai Giardini                                       | TStanislav Kolíbal. Former Uncertain Indicated                           | Stanislav Kolíbal | Dieter Bogner                                                                           | [ 32 ]        |
| Cile                 | Arsenale                                                     | Altered Views                                                            | Voluspa Jarpa | Agustín Pérez Rubio                                                                     | [ 33 ]        |
| Cina                 | Arsenale                                                     | Re-睿                                                                    | Chen Qi, Fei Jun, He Xiangyu, Geng Xue | Wu Hongliang                                                                            | [ 34 ]        |
| Cipro                | Associazione Culturale Spiazzi                               | Christoforos Savva: Untimely, Again                                      | Christoforos Savva | Jacopo Crivelli Visconti                                                                | [ 35 ]        |
| Corea del Sud        | Padiglione ai Giardini                                       | History Has Failed Us, but No Matter                                     | Hwayeon Nam, siren eun young jung, Jane Jin Kaisen | Hyunjin Kim                                                                             | [ 36 ]        |
| Costa d'Avorio       | Castello Gallery                                             | The Open Shadows of Memory                                               | Ernest Dükü, Ananias Leki Dago, Valérie Oka, Tong Yanrunan | Massimo Scaringella                                                                     | [ 37 ]        |
| Croazia              | Calle Corner, Santa Croce 2258                               | Traces of Disappearing (In Three Acts)                                   | Igor Grubić | Katerina Gregos                                                                         | [ 38 ]        |
| Cuba                 | Isola di San Servolo                                         | Entorno aleccionador                                                     | Alejandro Campins, Alex Hérnandez, Ariamna Contino e Eugenio Tibaldi | Margarita Sánchez Prieto                                                                | [ 39 ]        |
| Danimarca            | Padiglione ai Giardini                                       | Heirloom                                                                 | Larissa Sansour | Nat Muller                                                                              | [ 40 ]        |
| Rep. Dominicana      | Palazzo Albrizzi-Capello                                     | Naturaleza y biodiversidad en la República Dominicana                    | Dario Oleaga, Ezequiel Taveras, Hulda Guzmán, Julio Valdez, Miguel Ramírez, Rita Bertrecchi, Nicola Pica, di Luggo & Casciotti (Annalaura di Luggo & Alessandra Casciotti) | Marianne de Tolentino, Simone Pieralice, Giovanni Verza                                 | [ 41 ]        |
| Egitto               | Padiglione ai Giardini                                       | Khnum across times witness                                               | Islam Abdullah, Ahmed Chiha, Ahmed Abdel Karim | Ahmed Chiha                                                                             | [ 42 ]        |
| Emirati Arabi Uniti  | Arsenale                                                     | Nujoom Alghanem: Passaget                                                | Nujoom Al-Ghanem | Sam Bardaouil, Till Fellrath                                                            | [ 43 ]        |
| Estonia              | Legno & Legno, Giudecca 211                                  | Birth V. Hi & Bye                                                        | Kris Lemsalu | Andrew Berardini, Irene Campolmi, Sarah Lucas, Tamara Luuk                              | [ 44 ]        |
| Filippine            | Arsenale                                                     | Island Weather                                                           | Mark O. Justiniani | Tessa Maria T. Guazon                                                                   | [ 45 ]        |
| Finlandia            | Padiglione Alvar Aalto ai Giardini                           | A Greater Miracle of Perception                                          | Miracle Workers Collective (Maryan Abdulkarim, Khadar Ahmed, Hassan Blasim, Giovanna Esposito Yussif, Sonya Lindfors, Bonaventure Soh Bejeng Ndikung, Outi Pieski, Leena Pukki, Lorenzo Sandoval, Martta Tuomaala, Christopher L. Thomas, Christopher Wessels, Suvi West) | Giovanna Esposito Yussif, Bonaventure Soh Bejeng Ndikung, Christopher Wessels           | [ 46 ]        |
| Francia              | Padiglione ai Giardini                                       | Deep see blue surrounding you / Vois ce bleu profond te fondre           | Laure Prouvost | Martha Kirszenbaum                                                                      | [ 47 ]        |
| Georgia              | Arsenale                                                     | RearMirrorView, Simulation is Simulation, is Simulation, is Simulation   | Anna K.E. | Margot Norton                                                                           | [ 48 ]        |
| Germania             | Padiglione ai Giardini                                       | Arkensentrum (surviving in the ruinous ruin)                             | Natascha Süder Happelmann | Franciska Zólyom                                                                        | [ 49 ]        |
| Ghana                | Arsenale                                                     | Ghana Freedom                                                            | Felicia Abban, John Akomfrah, El Anatsui, Lynette Yiadom Boakye Ibrahim Mahama, Selasi Awusi Sosu | Nana Oforiatta Ayim                                                                     | [ 50 ]        |
| Giappone             | Padiglione ai Giardini                                       | Cosmo-Eggs                                                               | Motoyuki Shitamichi, Taro Yasuno, Toshiaki Ishikura, Fuminori Nousaku | Hiroyuki Hattori                                                                        | [ 51 ]        |
| Gran Bretagna        | Padiglione ai Giardini                                       | Cathy Wilkes                                                             | Cathy Wilkes | Zoe Whitley                                                                             | [ 52 ]        |
| Grecia               | Padiglione ai Giardini                                       | Mr. Stigl                                                                | Panos Charalambous, Eva Stefani, Zafos Xagoraris | Katerina Tselou                                                                         | [ 53 ]        |
| Grenada              | Palazzo Albrizzi-Capello                                     | Epic Memory                                                              | Amy Cannestra, Billy Gerard Frank, Dave Lewis, Shervone Neckles, Franco Rota Candiani, Roberto Miniati, CRS avant-garde | Daniele Radini Tedeschi                                                                 | [ 54 ]        |
| Guatemala            | Palazzo Albrizzi-Capello                                     | Interesting State                                                        | Elsie Wunderlich, Marco Manzo | Stefania Pieralice                                                                      | [ 55 ]        |
| India                | Arsenale                                                     | Our time for a future caring                                             | Atul Dodiya, Ashim Purkayastha, GR Iranna, Jitish Kallat, Nandalal Bose, Rummana Hussain, Shakuntala Kulkarni | Roobina Karode, Director & Chief Curator, Kiran Nadar Museum of Art                     | [ 56 ]        |
| Indonesia            | Arsenale                                                     | Lost Verses                                                              | Handiwirman Saputra e Syagini Ratna Wulan | Asmudjo Jono Irianto                                                                    | [ 57 ]        |
| Iran                 | Fondaco Marcello, San Marco 3415                             | Of Being and Singing                                                     | Reza Lavassani, Samira Alikhanzadeh, Ali Meer Azimi | Ali Bakhtiari                                                                           | [ 58 ]        |
| Iraq                 | Ca' del Duca                                                 | Fatherland                                                               | Serwan Baran | Tamara Chalabi, Paolo Colombo                                                           | [ 59 ]        |
| Irlanda              | Arsenale                                                     | The Shrinking Universe                                                   | Eva Rothschild | Mary Cremin                                                                             | [ 60 ]        |
| Islanda              | Spazio Punch                                                 | "Chromo Sapiens" – Hrafnhildur Arnardóttir / Shoplifter                  | Hrafnhildur Arnardóttir / Shoplifter | Birta Gudjónsdóttir                                                                     | [ 61 ]        |
| Israele              | Padiglione ai Giardini                                       | Field Hospital X                                                         | Aya Ben Ron | Avi Lubin                                                                               | [ 62 ]        |
| Italia               | Padiglione all'Arsenale                                      | Né altra né questa: La sfida al Labirinto                                | Enrico David, Liliana Moro, Chiara Fumai | Milovan Farronato                                                                       | [ 14 ]        |
| Kiribati             | Palazzo Mora, Strada Nuova 3659                              | Pacific Time - Time Flies                                                | Kaeka Michael Betero, Daniela Danica Tepes, Kairaken Betio Group; Teroloang Borouea, Neneia Takoikoi, Tineta Timirau, Teeti Aaloa, Kenneth Ioane, Kaumai Kaoma, Runita Rabwaa, Obeta Taia, Tiribo Kobaua, Tamuera Tebebe, Rairauea Rue, Teuea Kabunare, Tokintekai Ekentetake, Katanuti Francis, Mikaere Tebwebwe, Terita Itinikarawa, Kaeua Kobaua, Raatu Tiuteke, Kaeriti Baanga, Ioanna Francis, Temarewe Banaan, Aanamaria Toom, Einako Temewi, Nimei Itinikarawa, Teniteiti Mikaere, Aanibo Bwatanita, Arin Tikiraua | Kautu Tabaka, Nina Tepes                                                                | [ 63 ]        |
| Kosovo               | Arsenale                                                     | Family Album                                                             | Alban Muja | Vincent Honoré                                                                          | [ 64 ]        |
| Lettonia             | Arsenale                                                     | Saules Suns                                                              | Daiga Grantiņa | Valentinas Klimašauskas, Inga Lāce                                                      | [ 65 ]        |
| Lituania             | Magazzino n. 42 dell'Arsenale della Marina Militare italiana | Sun & Sea (Marina)                                                       | Lina Lapelyte, Vaiva Grainyte e Rugile Barzdziukaite | Lucia Pietroiusti                                                                       | [ 66 ]        |
| Lussemburgo          | Arsenale                                                     | Written by Water                                                         | Marco Godinho | Kevin Muhlen                                                                            | [ 67 ]        |
| Macedonia del Nord   | Palazzo Rota Ivancich                                        | Subversion to Red                                                        | Nada Prlja | Jovanka Popova                                                                          | [ 68 ]        |
| Madagascar           | Arsenale                                                     | I have forgotten the night                                               | Joël Andrianomearisoa | Rina Ralay Ranaivo, Emmanuel Daydé                                                      | [ 69 ]        |
| Malaysia             | Palazzo Malipiero                                            | Holding Up a Mirror                                                      | Anurendra Jegadeva, H.H.Lim, Ivan Lam, Zulkifli Yusoff | Lim Wei-Ling                                                                            | [ 70 ]        |
| Malta                | Arsenale                                                     | Maleth / Haven / Port - Heterotopias of Evocation                        | Vince Briffa, Klitsa Antoniou, Trevor Borg | Hesperia Iliadou Suppiej                                                                | [ 71 ]        |
| Messico              | Arsenale                                                     | Actos de Dios                                                            | Pablo Vargas Lugo | Magalí Arriola                                                                          | [ 72 ]        |
| Mongolia             | Calle del Forno, Castello 2093-2090                          | A Temporality                                                            | Jantsankhorol Erdenebayar con la partecipazione dei cantanti tradizionali Mongoli e di Carsten Nicolai (Alva Noto) | Gantuya Badamgarav                                                                      | [ 73 ]        |
| Montenegro           | Palazzo Malipiero                                            | Odiseja / An Odyssey / Odissea                                           | Vesko Gagović | Petrica Duletić                                                                         | [ 74 ]        |
| Mozambico            | Palazzo Mora                                                 | The Past, the Present and the In Between                                 | Gonçalo Mabunda, Mauro Pinto, Filipe Branquinho | Lidija K. Khachatourian                                                                 | [ 75 ]        |
| Nuova Zelanda        | Palazzina Canonica                                           | Post hoc                                                                 | Dane Mitchell | Zara Stanhope e Chris Sharp                                                             | [ 76 ]        |
| Paesi Bassi          | Padiglione ai Giardini                                       | The Measurement of Presence                                              | Iris Kensmil, Remy Jungerman | Benno Tempel                                                                            | [ 77 ]        |
| Paesi Nordici        | Padiglione ai Giardini                                       | Weather Report: Forecasting Future                                       | Ane Graff, Ingela Ihrman, nabbteeri | Leevi Haapala, Piia Oksanen                                                             | [ 78 ]        |
| Pakistan             | Tanarte e Spazio Tana                                        | Manora Field Notes                                                       | Naiza Khan | Zahra Khan                                                                              | [ 79 ]        |
| Perù                 | Arsenale                                                     | "Indios antropófagos". A butterfly Garden in the (Urban) Jungle          | Christian Bendayán, Otto Michael (1859 – 1934), Manuel Rodríguez Lira (1874 – 1933), Segundo Candiño Rodríguez, Anonymous popular artificer | Gustavo Buntinx                                                                         | [ 80 ]        |
| Polonia              | Padiglione ai Giardini                                       | Flight                                                                   | Roman Stańczak | Łukasz Mojsak, Łukasz Ronduda                                                           | [ 81 ]        |
| Portogallo           | Palazzo Giustinian Lolin                                     | A seam, a surface, a hinge or a knot                                     | Leonor Antunes | João Ribas                                                                              | [ 82 ]        |
| Romania              | Padiglione ai Giardini e Palazzo Correr                      | Unfinished Conversations on the Weight of Absence                        | Belu-Simion Făinaru, Dan Mihălțianu, Miklós Onucsán | Cristian Nae                                                                            | [ 83 ]        |
| Russia               | Padiglione ai Giardini                                       | Lc 15:11-32                                                              | Aleksandr Sokurov, Aleksandr Šiškin-Hokusai | Michail Piotrovskij                                                                     | [ 84 ]        |
| San Marino           | Complesso dell'Ospedaletto                                   | Friendship Project International                                         | Gisella Battistini, Gabriele Gambuti, Giovanna Fra, Thea Tini, Chen Chengwei, Li Geng, Dario Ortiz, Tang Shuangning, Jens W. Beyrich, Xing Junqin, Xu de Qi, Sebastián | Vincenzo Sanfo                                                                          | [ 85 ]        |
| San Marino           | Palazzo Bollani                                              | Exercises for a Polluted Mind                                            | Martina Conti | Emma Zanella e Alessandro Castiglioni                                                   | [ 86 ]        |
| Serbia               | Padiglione ai Giardini                                       | Regaining Memory Loss                                                    | Djordje Ozbolt | Nicoletta Lambertucci                                                                   | [ 87 ]        |
| Seychelles           | Palazzo Mora                                                 | Drift                                                                    | George Camille e Daniel Dodin | Martin Kennedy                                                                          | [ 88 ]        |
| Singapore            | Arsenale                                                     | Music for Everyone: Variations on a Theme                                | Song-Ming Ang | Michelle Ho                                                                             | [ 89 ]        |
| Slovenia             | Arsenale                                                     | Here we go again... SYSTEM 317 - A situation of the resolution series    | Marko Peljhan | Igor Španjol                                                                            | [ 90 ]        |
| Spagna               | Padiglione ai Giardini                                       | Perforado por Itziar Okariz y Sergio Prego                               | Itziar Okariz, Sergio Prego | Peio Aguirre                                                                            | [ 91 ] [ 92 ] |
| Stati Uniti          | Padiglione ai Giardini                                       | Martin Puryear: Liberty / Libertà                                        | Martin Puryear | Brooke Kamin Rapaport                                                                   | [ 93 ]        |
| Sudafrica            | Arsenale                                                     | The Stronger We Become                                                   | Dineo Seshee Bopape, Tracey Rose, Mawande Ka Zenzile | Nkule Mabaso, Nomusa Makhubu                                                            | [ 94 ]        |
| Svizzera             | Padiglione ai Giardini                                       | Moving Backwards                                                         | Pauline Boudry / Renate Lorenz | Charlotte Laubard                                                                       | [ 95 ]        |
| Thailandia           | InParadiso Art Gallery                                       | The Revolving World                                                      | Somsak Chowtadapong, Panya Vijinthanasarn, Krit Ngamsom | Tawatchai Somkong                                                                       | [ 96 ]        |
| Turchia              | Arsenale                                                     | We, Elsewhere                                                            | İnci Eviner | Zeynep Öz                                                                               | [ 97 ]        |
| Ucraina              | Arsenale                                                     | The Shadow of Dream cast upon Giardini della Biennale                    | artisti dell'Ucraina | Open Group (Jurij Bilej, Pavlo Kovač, Stanislav Turina, Anton Varga)                    | [ 98 ]        |
| Ungheria             | Padiglione ai Giardini                                       | Imaginary Cameras                                                        | Tamás Waliczky | Zsuzsanna Szegedy-Maszák                                                                | [ 99 ]        |
| Uruguay              | Padiglione ai Giardini                                       | La casa empática                                                         | Yamandú Canosa | David Armengol, Patricia Bentancur                                                      | [ 100 ]       |
| Venezuela            | Padiglione ai Giardini                                       | Metáfora de las tres ventanas - Venezuela: identidad en tiempo y espacio | Natalie Rocha Capiello, Ricardo García, Gabriel López, Nelson Rangelosky | Oscar Sottillo Meneses                                                                  | [ 101 ]       |
| Zimbabwe             | Istituto Provinciale Santa Maria della Pietà                 | Soko Risina Musoro (The Tale without a Head)                             | Georgina Maxim, Neville Starling, Cosmas Shiridzinomwa, Kudzanai Violet Hwami | Raphael Chikukwa                                                                        | [ 102 ]       |

### Padiglione Venezia
Il Padiglione Venezia, a cura di Giovanna Zabotti, gestito dal Comune di Venezia ai Giardini della Biennale, era un omaggio alla città, per consentire al visitatore di esplorarne la storia e la mitologia attraverso un ambiente artistico coinvolgente: lo scultore Fabio Viale ha realizzato briccole di marmo alte tre metri che troneggiano nell'acqua che scorre lungo il padiglione, i Plastique Fantastique hanno creato una struttura gonfiabile in cui si cammina a piedi nudi passando in mezzo alla nebbia, il brasiliano Sidival Fila ha realizzato opere che esplorano la spiritualità e la religione. Il regista Ferzan Özpetek ha realizzato il video Venetika con l'attrice Kasia Smutniak. Completavano il Padiglione l'ambientazione olfattiva realizzata dal maestro profumiere Lorenzo Dante Ferro e un'opera sonora del compositore George Koumentakis.

## Progetti speciali
- L'installazione scultorea Monowe (The Powder Room) dell'italiana Ludovica Carbotta (Torino, 1982) è stata presentata all'interno dell'ex Polveriera austriaca di Forte Marghera ed esplora i modi in cui l'immaginazione umana può scatenare emozioni potenti anche senza un reale pericolo imminente.[105]
- La polacca Marysia Lewandowska (n. 1955) ha progettato l'installazione audiovisiva It's About Time con la quale, partendo dai documenti storici dell'archivio della Biennale, re-immagina che un gruppo di donne, da sempre "voci inascoltate", esprima la  «volontà di ideare un evento artistico biennale per la città di Venezia».[106] L'opera è stata presentata presso il Padiglione delle Arti Applicate, nelle Sale d'armi dell'Arsenale, in collaborazione con il Victoria and Albert Museum (V&A) di Londra.[107]

## Eventi collaterali
21 eventi collaterali, approvati dal curatore Rugoff e promossi da enti e istituzioni pubbliche e private senza scopo di lucro, sono stati organizzati in numerose sedi della città di Venezia, proponendo un'ampia offerta di contributi e partecipazioni che arricchiscono il pluralismo di voci che caratterizza la Mostra.

## Meetings on Art
Nell'ambito del programma Meetings on Art il 12 maggio ai Giardini e all'Arsenale si sono tenute le performance degli artisti Tomás Saraceno, Victoria Sin, Florence Peake and Eve Stainton, boychild, Paul Maheke.
Il 14 settembre al Teatro alle Tese il curatore Ralph Rugoff ha incontrato Tomás Saraceno e Margaret Wertheim in un dibattito sulla relazione tra l'arte e le tematiche tecnologiche, sociali e ambientali.
Il 22 ottobre al Teatro alle Tese si è tenuto un simposio sulla figura di Felicita Bevilacqua La Masa (1822-1899). Sono intervenuti il presidente della Biennale Paolo Baratta, Cristina Baldacci, Marysia Lewandowska, Giandomenico Romanelli e Angela Vettese.
Il 22 e 23 novembre al Teatro alle Tese si sono tenute le performance di artisti di ultima generazione come Vivian Caccuri, Cooking Sections, Invernomuto, Paul Maheke & Nkisi, Vivien Sansour, Bo Zheng.
Il 24 novembre al Teatro alle Tese, in chiusura della 58ª Biennale d'Arte, la compositrice statunitense Solange Knowles ha presentato la nuova performance musicale Nothing to Prove, Nothing to Say.

## Giuria
La giuria era composta da:
- Stephanie Rosenthal (Germania) - presidente
- Defne Ayas (Turchia/Paesi Bassi)
- Cristiana Collu (Italia)
- Sunjung Kim (Corea del Sud)
- Hamza Walker (Stati Uniti)

## Premi

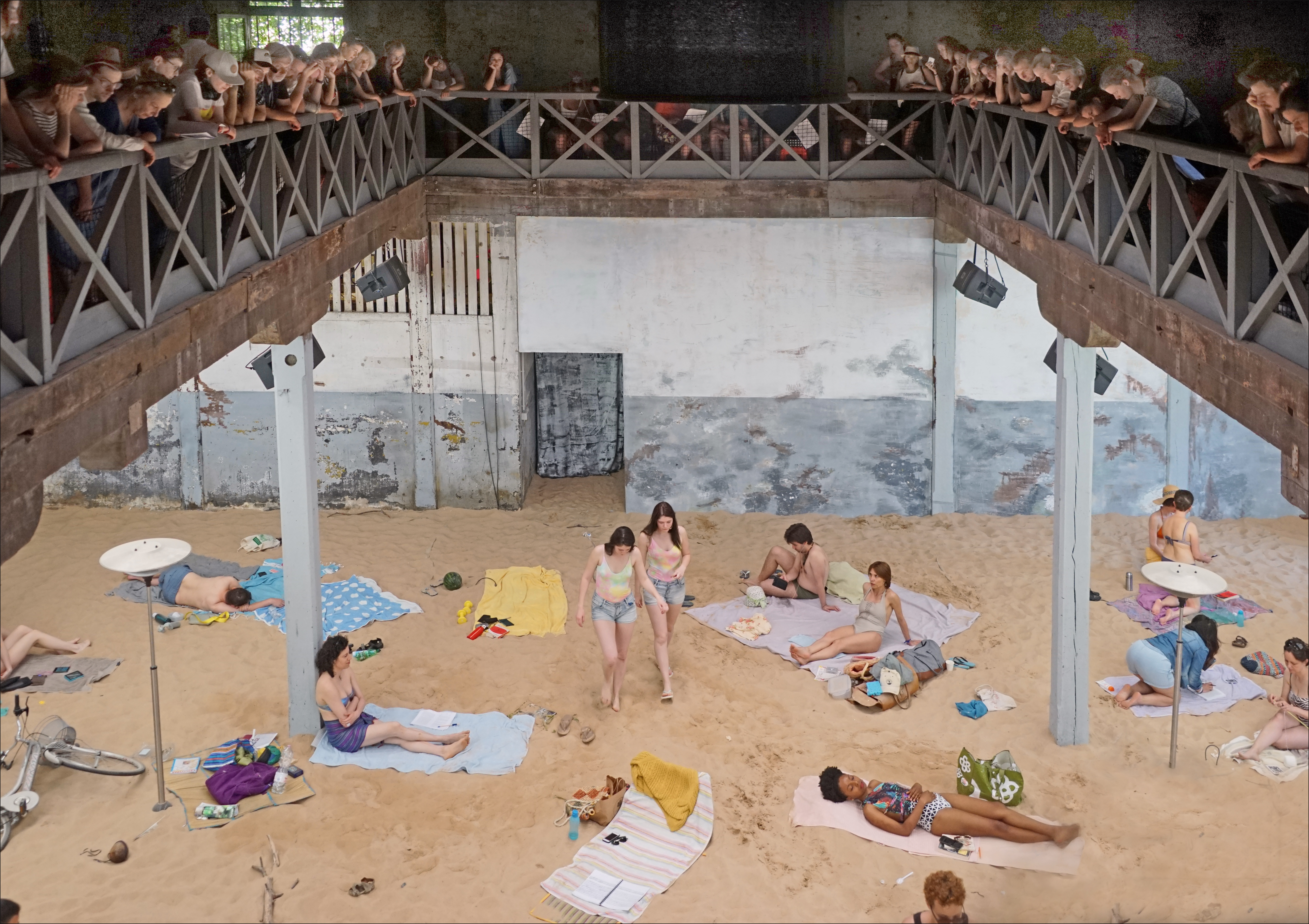
Il Leone d'oro Sun & Sea (Marina) della Lituania

La cerimonia di premiazione è avvenuta l'11 maggio 2019 a Ca' Giustinian.
- Leone d'oro per la miglior Partecipazione nazionale: Lituania, per Sun & Sea (Marina) di Lina Lapelyte, Vaiva Grainyte e Rugile Barzdziukaite[117][118]
  - Menzione speciale alle Partecipazioni nazionali: Belgio, per Mondo Cane di Jos de Gruyter e Harald Thys
- Leone d'oro per il miglior partecipante alla Mostra Internazionale May You Live In Interesting Times: Arthur Jafa (Stati Uniti)
- Leone d'argento per un promettente giovane partecipante alla Mostra Internazionale May You Live In Interesting Times: Haris Epaminonda (Cipro)
  - Menzioni speciali a: Teresa Margolles (Messico) e Otobong Nkanga (Nigeria)

Leone d'oro alla carriera: Jimmie Durham

## Pubblicazioni
- (IT, EN) Biennale Arte 2019 (brochure) (PDF), Venezia, La Biennale di Venezia, 2019.
- Ralph Rugoff (a cura di), May You Live In Interesting Times, 2 voll., Venezia, La Biennale di Venezia, 2019, ISBN 978-88-98727-30-8.
- Ralph Rugoff (a cura di), May You Live In Interesting Times - Guida breve, Venezia, La Biennale di Venezia, 2019, ISBN 978-88-98727-31-5.
- (IT, EN) Milovan Farronato (a cura di), Né altra Né questa: La sfida al Labirinto / Neither Nor: The challenge to the Labyrinth, Milano, Humboldt Books, 2019, ISBN 978-88-99385-60-6.